# Nur Aiman Zariff
Muhammad Nur Aiman Mohd Zariff, né le 1er octobre 1997, est un coureur cycliste malaisien

## Biographie
En 2016, Nur Aiman Zariff termine onzième du Tour de Thaïlande.
Au mois de juin 2017, il est engagé par l'équipe continentale malaisienne Terengganu. Durant l'été, il remporte l'or dans la poursuite par équipes aux Jeux d'Asie du Sud-Est, avec ses coéquipiers Eiman Firdaus Zamri, Irwandie Lakasek et Afiq Huznie Othman. Au cours des qualifications pour la finale, le quatuor établit un nouveau record national avec un temps de 4 min 9 s 999. En octobre, il termine cinquième et meilleur jeune du Tour de Selangor.

## Palmarès sur route

### Par année
- 2020
  - 2e du Cambodia Bay Cycling Tour
- 2021
  - 2e du championnat de Malaisie du contre-la-montre
- 2022
  -  Médaillé d'or de la course en ligne aux Jeux d'Asie du Sud-Est
- 2023
  -  Champion de Malaisie sur route
  - Tour Gateh D'Tranung :
    - Classement général
    - 3e étape

  - 2e du championnat de Malaisie du contre-la-montre
- 2024
  - 3e étape du Tour Gateh D'Tranung
  - 2e du Tour Gateh D'Tranung
  - 3e du championnat de Malaisie du contre-la-montre
- 2025
  - 2e du championnat de Malaisie du contre-la-montre
  - 2e du championnat de Malaisie sur route

### Classements mondiaux
| Année                                 | 2017  | 2018  | 2019  | 2020 | 2021 | 2022  | 2023 | 2024  |
| ------------------------------------- | ----- | ----- | ----- | ---- | ---- | ----- | ---- | ----- |
| Classement mondial                    | 1867e | 1325e | 1241e | 646e | nc   | 1211e | 678e | 1894e |
| UCI Asia Tour                         | 327e  | 201e  | 77e   | 21e  | nc   | 82e   | 42e  | nc    |
|                                       |       |       |       |      |      |       |      |       |
| Légende : nc = non classéSource : UCI |       |       |       |      |      |       |      |       |

## Palmarès sur piste

### Jeux d'Asie du Sud-Est
- Nilai-Putrajaya 2017
  -  Médaillé d'or de la poursuite par équipes (avec Eiman Firdaus Zamri, Irwandie Lakasek et Afiq Huznie Othman)